# 瀬戸弘幸
瀨戸 弘幸（せと ひろゆき、1952年〈昭和27年〉3月3日 - ）は、日本の政治活動家、ジャーナリスト、果樹園農家。維新政党・新風副代表、日本第一党最高顧問、外国人犯罪追放運動最高顧問などを務めた。行動する保守の代表的人物。

## 経歴
1952年3月3日、福島県生まれ。少年時代から英雄伝を読み、中学生の頃にヒトラーやムッソリーニへ興味を持つ。福島県立福島農蚕高等学校卒業後、実家の農業を手伝っていたが、力不足を感じ後継者となることを断念。福島市役所に臨時職員として入職し、1971年に正職員に昇格して公務員になる。
左翼系労組の影響が強かった職場に反発して、自民党に入党。東京の日比谷で大日本愛国党の赤尾敏の演説を目撃し、強い影響を受け、個人として右翼活動を始めた。1972年に自身が新成人として参加した福島市の成人式の式場とその周辺で、左翼系のデモ隊が、新成人の自衛官を乗せたバスを包囲し、「自衛隊反対・人殺しは帰れ」等のスローガンを掲げて、式への参加を妨害した場面を目撃した。
1974年の第10回参議院議員通常選挙で糸山英太郎の選挙運動を手伝い、その縁でヒトラーの信奉者である篠原節が率いる右翼団体「民族思想研究会」に加入。
1975年のスト権ストに抗議して動労の山形県米沢市の事務所に集団で乱入し、建造物侵入、器物損壊で逮捕、罰金刑。市役所からは口頭注意のみで懲戒処分は受けず。
1976年、民族思想研究会の一部を引き継いだ福島市の右翼団体「憂国青年同志会」の会長となる。以降、1987年にネオナチ運動に移行するまで約10年にわたり活動。ヤクザ・暴力団系の右翼との関係が深い活動であったという。1977年ごろ、押し掛けてきたヤクザと乱闘になり、傷害罪で逮捕された。上記の傷害事件で収監中に、冤罪を訴えて無罪を勝ち取った在日朝鮮人の存在を知った。この冤罪事件に関するルポルタージュを執筆、1978年に『政経東北』に「山本弘幸」名で発表したのがジャーナリストとしての仕事の最初であった。
1978年に正論新聞社設立者の三田和夫に師事し、福島に戻ってミニコミ紙の発行を始め、仙台を経て東京でジャーナリストとして活動。
1981年ごろ、ジャーナリスト活動の傍ら日本憂国会として街宣右翼活動を再開、皇心塾、一水会、北方領土奪還青年委員会の活動家と統一戦線義勇軍を結成。この頃に朝倉喬司の取材を受け、「銀座に本拠を置くある右翼結社の首領」として『別冊宝島56 ヤクザという生き方」（宝島社、1986年）に掲載された。当時、瀬戸の日本憂国会は「原発反対、資本家殲滅」を唱え、街宣車に「全ての怒りを権力へ！」「窮民革命に決起せよ！」のスローガンを掲げて活動し、銀座の事務所前の路上で毎晩浮浪者を集め、て酒を振る舞っていた。また、頻繁に訪韓し、セマウル運動（農村近代化運動）にボランティアとして参加した。
1983年に静岡市長選挙に立候補するも落選。同年、世界戦略研究所を設立。
1986年ごろ、街宣車に乗る活動を止める。福島市で日教組全国大会が行われていた際、小学校1年生の娘が「右翼の街宣車が怖い」と言ったことにショックを受け、将来の日本を担う子供たちに恐怖感を与えるような運動が真の愛国運動なのだろうか、と疑問を抱いたため。
1991年、国家社会主義日本労働者党、自然社会主義協会などに呼びかけてともに「国家社会主義者同盟」を設立し、不法滞在外国人の追放運動を始めた。一方、在日朝鮮・韓国人に対しては帰化を支援するなどの活動をしていた。
上記の運動がTBSの報道番組『スペースJ』で取り上げられた（1994年9月14日）ことをきっかけに、有門大輔（現・NPO法人外国人犯罪追放運動・理事長）と出逢う（1995年）。以後、有門は瀬戸に師事し、執筆活動や政治活動をともにする。
1994年2月、『環境経済新聞』を創刊。1995年から行政通信社発行の月刊誌『政財界ジャーナル』の編集長を務め、自らも多数の記事を執筆する。後に、行政通信社の経営権も取得し発行人も兼ねる。同じころ、行政通信社には複数のブラックジャーナリスト（金取り屋）が所属していたとされる。
1997年頃にウェブサイト「世界戦略」を開設する。右翼団体の中では比較的早くサイトが設立され、当時としては珍しくディスカッションフォーラム（電子掲示板）も併設されていた。また、草創期の2ちゃんねるを含む多数の掲示板で自らの主張を展開する。瀬戸は、2008年に、2000年ごろの2ちゃんねるを「今のように相手を罵倒するだけの投稿ではなく、互いの立場を認め合いながら、討論を進めるだけのマナーが残されていました。今日の2ちゃんねるには残念ながら当時の面影さえもありません」と回想している。
2001年に『教育レポート』を創刊
2002年10月10日、東京都千代田区三崎町二丁目に本店を置く株式会社スポーツ・アイの代表取締役に就任。同時に有門大輔も取締役に就任した。同社は2003年8月13日に東京地裁で破産宣告を受けた（商業登記簿による）。なお、スポーツ・アイ ESPNとはまったく関係がない会社である。
2003年8月20日、東京都千代田区外神田二丁目に本店を置く株式会社ケイバンの取締役に就任。2004年2月23日に代表取締役に就任し、2004年5月31日に取締役、代表取締役ともに退任した（商業登記簿による）。
2006年4月、既に活動実態を失っていた「国家社会主義者同盟」副代表の肩書きを返上。
2006年11月、維新政党・新風への支持を訴える「新風連」を十数名のブロガーとともに立ち上げる。
2006年秋から冬にかけて、民主党近藤昭一が朝鮮総連などが主催する集会に、議員会館使用の取り次ぎをしたことを糾弾した。また、在日朝鮮人である毎日新聞佐賀支局記者による県知事記者会見での質問が、天皇に対して不敬であるとして新聞社に抗議を行った。
2007年4月3日に維新政党・新風の党友となったことを公にし、5月21日には第21回参議院議員通常選挙（7月29日）に同党公認で比例区に出馬することを表明した。7月29日の参院選では、新風の比例候補3名中首位の票数で落選した。瀬戸は結果を「言い訳が許されないほどの惨敗」と受け止め、資金力と組織力の不足を痛感した。
2007年6月に「河野談話の撤回を首相に求める署名活動」を通じて主権回復を目指す会の代表西村修平と知り合い、参院選以降は頻繁に行動をともにする。在特会の会長桜井誠との交流もこの頃から始まる。
2007年の参院選敗退後、支援組織の確立の必要を実感し、創価学会や女性党などを手本として、健康食品の販売組織・販路から支援者の獲得を目指すとした。しかし、紹介した商品（ナノテクゼリー）に批判が相次ぎ、販売を断念した。
2007年12月、維新政党・新風副代表に就任。
2008年6月6日にアイヌを先住民族として認めるよう政府に促す国会決議が可決されると「アイヌ民族は同化政策によって消滅した」「過去の差別を現在から断罪するのは偏向」「自称アイヌは利権目当て」とする意見に賛同した。2000年ごろの瀬戸は、アイヌ民族が崇めていたのは日本の神とは違うとの認識を示し、琉球も同じであろうとした。また、近代化やキリスト教の普及によって滅ぼされた土俗的宗教の重要性を再認識すべきとの考えを、改めて表明した。
2008年7月以降、東村山市議朝木明代の転落死が「何者かによる謀殺」である、という主張（創価学会の関与を強く匂わせるが、直接的な言及はしない）を街宣・集会・ウェブサイト・YouTube動画などで展開し始める（後述）。
2009年2月、瀬戸や西村修平らによる中国人、韓国人、創価学会員への非難を含む街頭宣伝の動画がYouTubeで削除されたことに際し、Google日本支社への抗議を行う。
2009年6月、「ジャーナリストの仕事に専念すること」を理由として新風副代表を退任。2010年1月から福島市の実家を生活の本拠とし、農園経営に向けた準備を始める。
2010年12月、共闘する団体同士が離反・対立を繰り返していることを原因とし、活動の前線からの引退を表明。
2016年9月、在日特権を許さない市民の会（在特会）前代表の桜井誠が設立した日本第一党の結党に参加し、最高顧問に就任した。2018年2月4日時点で在特会会員ではない。
2023年2月1日付で日本第一党の最高顧問を辞任。
2025年の第27回参議院議員通常選挙に日本改革党から大阪府選挙区で立候補したが、6,058票を獲得したものの定数4人に対し19人中17位に終わり落選。

## 思想・主張
右派・保守派の主流と自らの立場を対比する中で、行動の指針として
1. 外国人移民制度を阻止して日本の国体を守る
2. 底辺社会からの搾取体制を変革する
3. 議会制民主主義からの脱却

の3つを挙げ、自らの主張を「『語る運動』から『行動する運動』への新保守主義」と要約した。
- 皇室を国家の本質と見なす史観とそれに基づく愛国の称揚
- 日中戦争・対米英戦争の正当化[54]
- 南京大虐殺・従軍慰安婦などの日本の戦争犯罪の否定[55]
- 小泉純一郎の靖国神社参拝を支持: 昭和天皇が靖国神社のA級戦犯合祀への不快感を述べたとされる「富田メモ」（2006年7月に報道された）の捏造を疑って日本経済新聞社に質問状を送った[56]。
- 反共主義、反中国、反ロシア、反北朝鮮: 中国共産党の「新覇権主義」を阻止するため、日米安保条約に基づく日米同盟関係の強化と核武装も含めた日本の防衛力強化が必要としている[57]。1980年代の瀬戸の思想はアジア主義に近く、石原莞爾の「世界最終戦争」と日米経済摩擦を重ね合わせていた[18]。瀬戸は「外国人犯罪問題を追及し始めた頃からアジア主義と決別した」と述べている[58]が、1997年ごろのウェブサイトにはまだアジア主義的な主張が掲げられていた[59]。
- 永住外国人に地方参政権を付与する法案への反対[60]
- 日教組が日本の教育政策を隠然と支配して偏向教育を主導しているとする主張[61]

などは、一般的な保守派の主張と同様であり、自民党や産経新聞の主張と共通点が多い。これらに加えて、以下のような思想・主張が見られる。

### 外国人労働者反対
1990年ごろから不法滞在外国人の追放運動を始め、後には外国からの移民を追放することを主張した。外国人犯罪の増加や日本人の雇用が奪われることを危惧するだけではなく、移民により日本が滅亡すると警鐘を鳴らす。その根拠を、瀬戸は移民を外来生物に喩えて「ススキが穂を揺らす日本の秋の野原の風景に、外来種のブタクサが侵入、驚異的に増殖して景色を一変させた」「外来種タンポポが在来種タンポポを全て蹂躙してしまった」と述べて「人間の場合も同様であり、一旦住み着いた人種はそこに以前から住み着いていた土着的な民族を滅ぼしてしまう」と説明している。

### 特別永住権・永住権
2006年6月ごろは、特別永住者が生じた経緯、社会の底辺で暮らす人が多いという認識、在日朝鮮人の冤罪事件を取材した経験から、在日韓国・朝鮮人に対して好意的で、特に日本への帰化を希望するものは広く受けいれるべきとした。また、北朝鮮・中国と対峙するために韓国との連携が必要と考えていたが、支持者の反応は「韓国人の本質は反日・犯罪者体質」といったものが主であった。
瀬戸は「南北朝鮮と日本の反日勢力が、このような根深い対立を作った」と残念がり、「日本に帰化して一生懸命頑張っている人にだけは、温かい気持ちで接してくれるように願うだけ」と結んだ。しかし、同年の末には「特別永住制度は日本政府・日本人の温情に過ぎず、廃止すべき」と表明している。在日も含む韓国・朝鮮人や韓国に対してはさらに厳しい姿勢に変わり、在日特権を許さない市民の会との共同行動を頻繁に行い、政治家の出自（帰化したかどうかだけではなく、世代を古く遡っても朝鮮・韓国・中国人の家系が混じっているか）を問題視するようになった。主張は変わってないとして、「日本人になることを頑なに拒否し外国籍のままでいようとする人」を批判していると述べている。
特別永住制度の廃止主張の理由として「日本で生まれ、日本語しか話せない。朝鮮半島に将来戻るわけでもない。そのような人には日本に帰化してもらい、日本人として一緒に暮らして行けば良い。しかし、あくまでも帰化しない人には他の外国人と同じように特別永住ではなく、一般の永住に戻っていただく。」としている。

### 「極右」から「行動する保守」へ
自らの立場を指すときに主に使う言葉は「極右」→「右翼」→「新保守」→「保守」と変遷している。2005・6年ごろは「極右」と自負し、「右翼」「保守派」（瀬戸は両者をほぼ同義としていた）との違いを強調した。
瀬戸によると、「保守」の「反共」は、共産主義からローカルな立場で「伝統・文化」を守るためのものでしかないが、「極右」の「滅共」は、共産主義を攻め滅ぼすことを目指し、「反共」から「滅共」への転換を「神聖な義務」とする。
2007年の参院選立候補に際しては「ネット右翼」のネガティブなレッテルに挑む意味で「ネット右翼の代表として、選挙に挑んでいきたい」と述べた。
選挙後は、より広い層に受けいれられるべく、「行動する新保守運動」と名乗り、後には「行動する保守運動」あるいは「行動する保守」を称するようになった。
2010年3月には「保守という概念では説明できない部分がある」ためとして「行動する保守運動」に代えて「行動する社会運動」を使うと宣言したが、2010年後半にはほとんど使わなくなって「行動する保守の旗頭」を任じるようになった。

### ネット戦略
集団での抗議行動（街頭宣伝）に加えて、ネットの活用に早くから乗り出した（上記参照）。2005年6月に開設したブログ「極右評論」は、当初は海外を含めた国家社会主義・移民排斥運動の動向の紹介が主であったが、次第に右翼活動のセンター的な役割を持つようになり、2007年8月にブログ名を「日本よ何処へ」と改称した。
瀬戸によれば、外部勢力の影響下で反日的な世論操作をしているマスコミに対し、ネットを通じて真実に目覚めた声なき普通の市民が結集してネット右翼が形成されたという。自身を「ネットで見ただけで、それを信じてしまう人間」と表現したこともあり、コメント欄では（情報リテラシーの低さを批判する声もあったが）ネットに真実を見出す瀬戸の姿勢に支持が集まった。ネットを通じた情報の拡散・支持拡大に強い期待を抱き、ネット右翼に対するマスコミの偏向報道を糾弾し、ネットの規制に反対して匿名性の自由の保証を主張した。
瀬戸が立候補した2007年参院選では、2ちゃんねるの多数の掲示板に維新政党・新風のスレッドが立ち、瀬戸は「２ちゃんねるは憂国の戦場」「選挙が始まれば反日勢力との最大の激突・主戦場となる」と檄を飛ばした。また、児ポ法の改正論議においてアニメ・漫画・ゲームソフトへの適用拡大（準児童ポルノ問題）へ向けた動きが出ると、瀬戸は否定的見解を示した。

### テロ・破壊活動に対する立場
右翼構成員が西本願寺阿弥陀堂（国の重要文化財、世界遺産）に刃物・小型ガスボンベ・ライターなどを携行して突入し堂内に油を撒いた事件（2005年9月2日）、加藤紘一宅放火事件（2006年8月15日）のように首相の靖国参拝を批判した言論を標的とした破壊活動を支持した。
しかし、2007年5月に「ネットでテロ事件を是認するのは敵を利するだけ」という理由で「一切のテロリズムを認めず、そのような行為を正当化する勢力とも決別する」と宣言し、創価学会徳島文化会館・三木国際交流センタービルの連続爆発事件（2008年10月13日）に対しては（思想的背景があいまいなこともあって）慎重に評価を避けた。
2010年になると再び見解を変え、2月に自衛隊と警察によるクーデターおよび反対派の粛清を公言する極右ブロガーら（瀬戸の「外国人犯罪追放運動」からも参加者があった）が迷彩服に身を包んだ「親衛隊」を披露したときには、瀬戸もブログで祝辞を送り、10月には山口二矢の浅沼稲次郎暗殺事件を顕彰した。

### 政治家・政党との関係
中曽根康弘を「昭和維新の志士・戦後初の右翼宰相」とたたえる著作を出し、ブログでもしばしばその発言を引用している。自民党も含めて既成政党とは「買弁的な要素を持つ」として距離を置いていた。
安倍内閣については、一定の距離を保ちつつも「正しい歴史認識」「正しい歴史教育」の立て直しに期待したが、安倍晋三の訪中、訪韓などへ落胆が、維新政党・新風からの参院選出馬につながった。
2007年参院選で自民党の敗北が確実視されたころから民主党への批判を強め、2009年8月の第45回衆議院議員総選挙では、民主党政権成立を亡国の危機と見なす論を展開した。
民主党政権成立後は、民主党を批判し、小沢一郎を「亡国政治家」と非難するブログ記事を精力的に執筆した。ただし、農本主義者を自認し農村再生を標榜しているが、民主党による農業者戸別所得補償制度については、瀬戸自身が農家としてこの制度を利用するかどうかも含めてコメントをしていない。
2010年夏の第22回参議院議員通常選挙では、たちあがれ日本を応援した。その他、幸福の科学・幸福実現党を好意的に取り上げた。
地方選挙では、2007年の東京都知事選挙では石原慎太郎、2008年の大阪府知事選挙で橋下徹、2009年の千葉県知事選挙では森田健作を支持した。

### 原発推進
原子力利用に賛同しており、「全原発の再稼動を急げ」と主張。原子力撤廃運動を左翼主導によるものとし、原子力発電所反対デモを政府に対する「圧力」だと表現している。
瀬戸は、 放射性降下物のうち90Sr のデータのみを取り上げ、福島第一原子力発電所事故よりも1960年代の方がより多く降下していたので、この原発事故による影響は全くないと主張している。なお、勝川俊雄は、日本分析センターおよび水産庁のデータより137Csが1960年代よりも100倍以上降下している事を報告している。その一方で瀬戸は、フルボ酸がセシウム除染に効果があった実験を掲載し、フルボ酸入りシャンプーやボディソープを販売している。

### 政治家の出自について
日本の「国会には80人以上の朝鮮半島出身者で帰化した政治家がいる」と主張し、出生時の国籍を明らかにせずに外国人地方参政権付与を推進している国会議員の存在を問題視しており、『コリアンジャパニーズ調査委員会』を設立して全政治家に出自を明らかにするように求める運動を行うとしている。

## 主な活動と批判
主な活動はブログと街頭宣伝・集会・抗議行動、ブログを通じた物品販売である。下記のように、さまざまな論議・批判を招いている。

### 「ジャーナリスト」としての姿勢
「企業、政治家の不正や疑惑を常に糾弾するジャーナリスト」と称し、既存マスコミの偏向報道にしばしば言及し、政界・企業を専門とするジャーナリスト活動と右翼活動を重ね合わせて「行動するジャーナリスト」（ブログのサブタイトルにもなっている）と自己規定している。また、ブログ上で「警察上層部の極秘指令」をリアルタイムで暴露したこともある。しかし、ブログ記事のかなりの割合は、マスコミ報道を唯一の情報源としており、そこに自らの主張を加える体裁を取る。「常識を兼ね備えた人物ならば、書店で売られている雑誌に、デッチ上げの記事を掲載するなど、あるはずがないと考えます」とも述べている。
風俗ライター松沢呉一・橋本玉泉らは、
- 都合の良い事実の片鱗のみを取捨選択して、あらかじめ決めておいた結論の体裁を整えているだけ
- 批判されると、黒幕論・陰謀論に逃げ込む
- 調べる能力・情報を見極める能力が欠落している
- そもそも調べるということをしない

などと批判している。これに対して、瀬戸は「自称ジャーナリストなどと書く人がたくさんいますが、昔は読売新聞などは立派に認められており、自称ではありませんでした（原文ママ）」と反論した。これは、『読売年鑑別冊・読売人名録』（読売新聞社）の1990〜1995年版において「報道 評論 出版」分野に「世界戦略研究所代表・瀬戸弘幸」として掲載されたことを指す。

### 創価学会・公明党批判
瀬戸は、2005年（平成17年）ごろから公明党が小泉純一郎首相の靖国神社参拝に異議を唱えたこと（靖国神社問題）や同政党の支持母体である創価学会における池田大作名誉会長の独裁体制を批判し、創価学会を反天皇制的なカルトと見なして創価学会・公明の排除を唱えていた。日本国憲法第20条の改正の必要性を指摘し、宗教法人への優遇税制を撤廃すべきとした。
2006年末になると「池田大作が在日朝鮮人である」という説をしばしば取り上げるようになる。2008年7月、瀬戸は「朝木明代謀殺事件の再究明」「創価学会による集団ストーカーの実態解明」の二本立ての批判活動を宣言した。
2008年11月、西村修平宅の2階ベランダに二夜連続して糞のような物体が放置される事件が起こった。翌朝に物体を発見した西村から連絡を受けた瀬戸は直ちに千葉県柏市の西村宅に急行、警察に通報して物体の分析を含む捜査を要請した。瀬戸は物体を子細に調べ、人糞様の悪臭がない点やカキの種子が含有されている点などから、何者かがチューブなどを使って作成した精巧な偽糞であり人糞や動物の糞ではない、と推定した。瀬戸は「卑劣な脅迫」「組織的な威嚇行為」と憤慨し「創価学会による脅迫の可能性が強い」として、物体を検査機関に持ち込んで調査した上で刑事告訴することを表明した。なお、瀬戸は事件の実在を示すためブログに物体の写真を掲載して大きな反響を呼んだが、西村宅と同様の被害（二階ベランダにカキの種子入りの糞状物体を繰り返し置かれる）は、秋になると首都圏を含む各地で頻発している。
以上の論議は瀬戸および西村の主張および著作の内容である。

## 著作

### 単著
- 『使途不明金』自由公論社、1984年5月。
- 『国士・中曽根康弘先生 : 昭和維新の志士・戦後初の右翼宰相』自由公論社、1984年11月10日。
- 『極悪: 徳陽相銀を喰ったハイエナ軍団―政界と大蔵官僚の黒い疑惑―』全日本象牙鑑定保証協会、1985年。
- 『東南アジアの反日感情を煽る“味の素”』展転社〈シリーズ日本企業の世界戦略〉、1986年12月。ISBN 4886560237。[114]
- 世界戦略研究所（編）、1987年8月15日『日米友好時代は終った』世界戦略研究所。ISBN 4886560326。
- 『外国人犯罪 : 外国人犯罪の全貌に迫る!』世界戦略研究所、2000年6月。ISBN 4765612007。
- 『パソコンソフトウェア販売会社ソースネクストの重大疑惑 : パソコンソフトウエア販売会社 : 業務上横領、詐欺、有印私文書偽造、特別背任…驚愕の手口を全公開!!』日刊中央通信社、2004年12月。ISBN 4947737468。
- 『ネットが変える日本の政治』岩崎企画、2007年5月。ISBN 4860972333。
- 『有田芳生の研究 : 参議院議員有田芳生とは何者か!?』青林堂、2016年8月10日。ISBN 978-4792605629。
- 『現代のカリスマ、桜井誠 : ジャパンファースト!時代を変える英雄、遂に登場!』青林堂、2016年11月9日。ISBN 978-4792605698。
- 『福島原発事故と左翼』青林堂、2017年2月。
- 『田母神裁判傍聴記』青林堂、2017年5月。
- 『連帯ユニオン関生闘争記』青林堂、2019年3月。

### 共編著
- 篠原節（著）世界戦略研究所（編）『ヒトラー思想のススメ : 自然と人類を救済するナチス・ヒトラー世界観の120%肯定論』展転社、1990年12月18日。ISBN 4886560598。

### 瀬戸が開設したサイト
- せと弘幸Blog『日本よ何処へ』(公式ブログ)
- せと弘幸blog『日本よ何処へ』出張所: 主に資料を掲載。
- 日刊中央通信: 瀬戸が社主を務める日刊中央通信社のブログ。政財界・教育界に関する記事を掲載する。
- 健康と美を優しく語るブログ 優健美館: 主として健康食品に関するブログ。
- 新しい風を求めて(『新しい風を求めてNET連合』公式ブログ): 2009年9月9日に更新を終了。2009年3月2日・2009年3月6日に演説する瀬戸の画像がある。
- 国民の総意: 瀬戸が主宰する「世界戦略研究所」のサイト(当初のサイト名は「世界戦略」)。読者の議論を中心とする。1997年ごろに開設。2008年に閉鎖。
- 環境経済ニュース: 「『環境と施設』に関わるニュースをお届け」するブログ。2008年に閉鎖。
- せと弘幸 オフィシャルサイト: 2008年末以降に閉鎖。(魚拓)プロフィール・(魚拓)思想と行動